# 下夜久野車站
下夜久野車站（日语：／ Shimo-yakuno eki */?）是一由西日本旅客鐵道（JR西日本）所經營的鐵路車站，位於日本京都府福知山市夜久野町，是山陰本線沿線的一個無人車站，隸屬於近畿統括本部的管轄範圍。下夜久野車站的站房原本是與當地的超級市場共構，是個由超級市場代售車票的簡易委託車站，但目前超級市場已經歇業改為中古車店，成為以自動售票機銷售車票方式的無人車站。
下夜久野車站是距離福知山市役所夜久野支所（舊 夜久野町的町役場）最近的鐵路車站，因此也可視為是過去夜久野町時代時的主車站。

## 車站結構
島式月台1面2線的地面車站，一線貫通車站。站舍與軌道北側的月台以跨線天橋連絡。

### 月台配置
| 月台 | 路線     | 方向 | 目的地                 |
| ---- | -------- | ---- | ---------------------- |
| 1    | 山陰本線 | 上行 | 福知山、京都、大阪方向 |
| 2    | 山陰本線 | 下行 | 和田山、豐岡方向       |

## 使用情況
1日平均上車人次如下表。
| 年度   | 1日平均上車人次 |
| ------ | --------------- |
| 1999年 | 189             |
| 2000年 | 178             |
| 2001年 | 151             |
| 2002年 | 132             |
| 2003年 | 134             |
| 2004年 | 129             |
| 2005年 | 121             |
| 2006年 | 110             |
| 2007年 | 110             |
| 2008年 | 110             |
| 2009年 | 101             |
| 2010年 | 96              |
| 2011年 | 96              |
| 2012年 | 90              |
| 2013年 | 85              |
| 2014年 | 74              |
| 2015年 | 68              |
| 2016年 | 78              |

## 相鄰車站
西日本旅客鐵道
 山陰本線
■快速、■普通
上川口－下夜久野－上夜久野

## 外部連結
- 下夜久野｜車站資訊：JR出門網 - 西日本旅客鐵道